# Потапово (Красногорський район)
Пота́пово (рос. Потапово) — присілок в Красногорському районі Удмуртії, Росія.

## Населення
Населення — 20 осіб (2010; 35 в 2002).
Національний склад станом на 2002 рік:
- удмурти — 83 %